# Þríhyrningur (berg i Island, Suðurland)
Þríhyrningur är ett berg i republiken Island. Det ligger i regionen Suðurland, i den sydvästra delen av landet, 100 km öster om huvudstaden Reykjavík. Toppen på Þríhyrningur är 691 meter över havet.
Trakten runt Þríhyrningur är nära nog obefolkad, med mindre än två invånare per kvadratkilometer. Närmaste större samhälle är Hvolsvöllur, 13,6 km väster om Þríhyrningur. Trakten runt Þríhyrningur består i huvudsak av gräsmarker.